# Східні торги

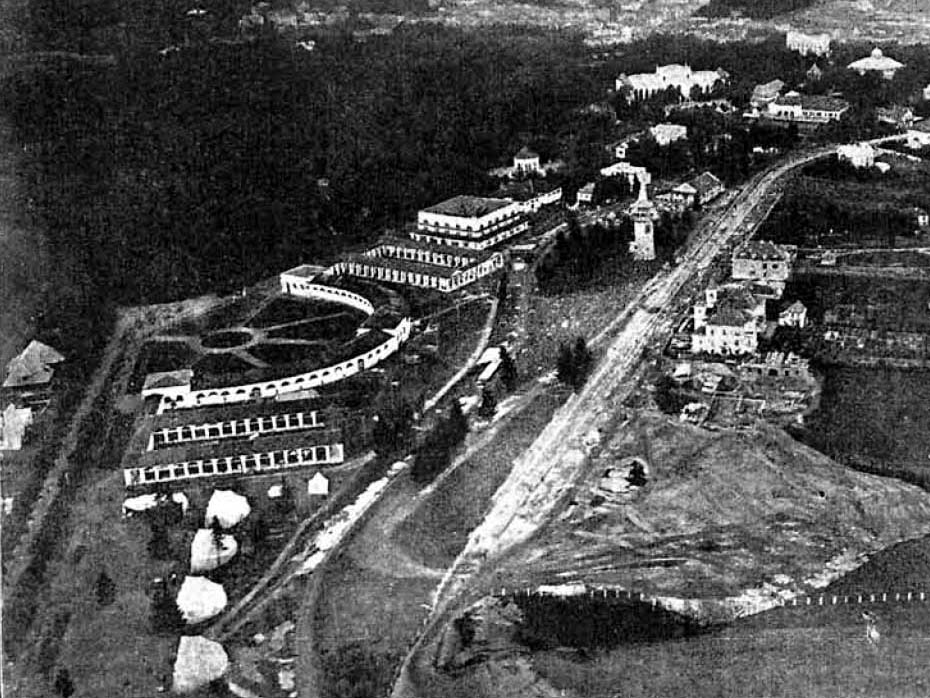
Панорама виставки першої половини 1920-х років.

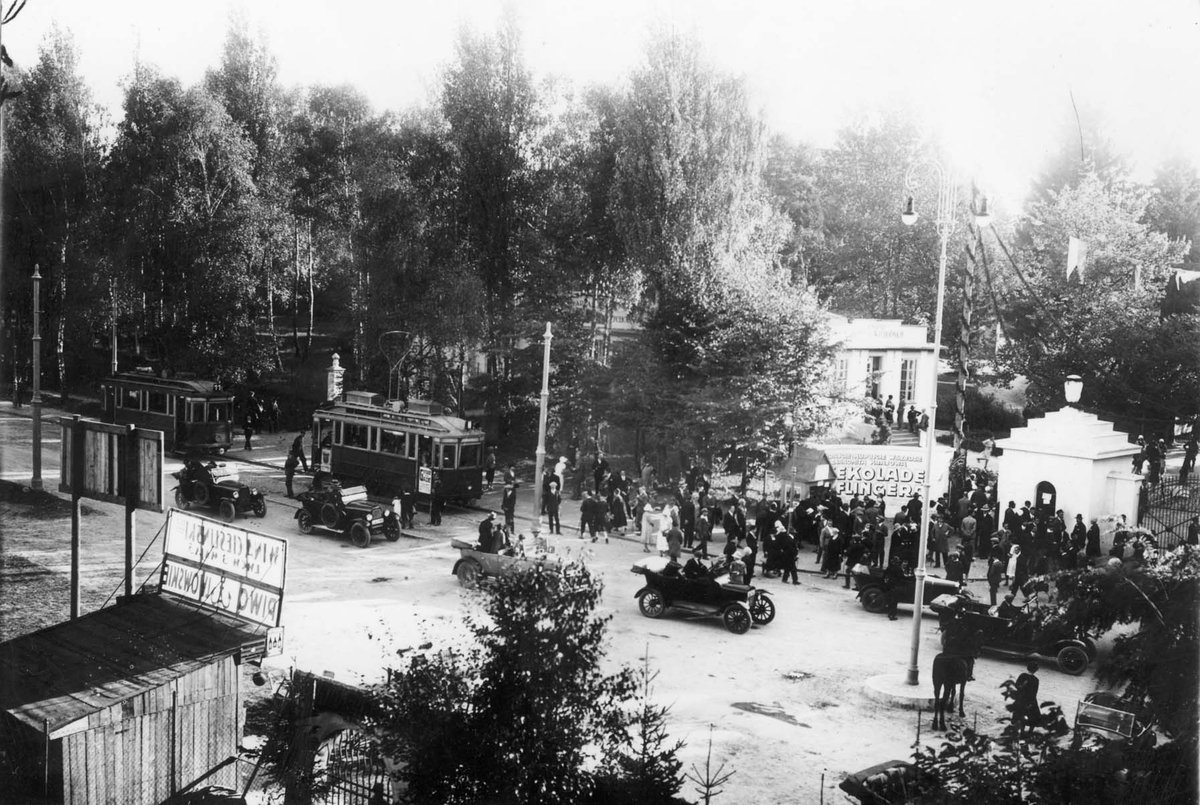
Вхід на виставку, 1930-ті роки.

Схі́дні торги́ (пол. Targi Wschodnie) — щорічні міжнародні виставки, що відбувалися із 1921 по 1939 роки у Львові. Орієнтовані на розвиток торгівлі Польщі з іншими країнами Центральної та Східної Європи, зокрема із СРСР.

## Історія
Ідея створення Східних торгів, як майданчика міжнародної торгівлі виникла 1920 року в Купецькій конгрегації. У подальшому кілька членів конгрегації увійшли до спілки «Східні торги». Було обрано територію, на якій у 1894 році проводилась Загальна крайова виставка, а у 1916 році — військова виставка. Заходами опікувалось Міністерство промисловості та торгівлі та Міністерство закордонних справ Польщі. Загальна виставкова площа становила 220 тис. м², з яких 22 тис. забудовані павільйонами. До Східних торгів підведено власну гілку залізниці. Виставка мала власну товарну станцію, митницю, пошту, телеграф, газову та електричну мережу, водопровід, із містом пов'язана трамвайною гілкою. За усі роки у виставці взяли участь близько 229 фірм із близько 23 країн. До прикладу на VI Східних торгах проведених 5—15 вересня 1926 року, кількість відвідувачів сягнула 130 тис. Того року паралельно відбулась Будівельна виставка, котра була частиною Торгів і виявилась вкрай успішною. У рамках Будівельної виставки Дослідна станція Львівської політехніки отримала найвищу відзнаку — почесний диплом за наукову підтримку будівельної промисловості. Найактивнішим учасником Торгів 1926 року була Австрія (52 фірми), Німеччина (41 фірма), Франція (40 фірм), Чехословаччина (23 фірми), вперше взяли участь представники Туреччини, Іспанії, Алжиру, Болгарії, Естонії, Фінляндії. 1930 року було утворено окремий Будівельний відділ. 12-14 вересня того року він організував у Політехніці серію лекцій на тему будівництва. Доповідачами були Бартошевич, Еміль Братро, Стефан Брила, Адам Курилло, Вітольд Мінкевич, Єжи Нехай, Єжи Саський, Тадеуш Врубель.
Торги 1939 року не відбулись через вибух Другої світової війни. Від 1953 року стару вузькоколійну залізничну гілку перебудовано у дитячу залізницю із трьома станціями. У ранні радянські часи павільйони виставки були зайняті військовими складами. Частину складів було ліквідовано, щоб 1956 року в кількох реконструйованих павільйонах відкрити виставку присвячену 700-річчю Львова. Частина території Східних торгів, зокрема головна тераса, тепер відноситься до Стрийського парку.

## Архітектура
Перші павільйони зведені у 1921 році із нетривких матеріалів. У наступні роки їх поступово замінено на капітальні споруди більшого розміру. Більшість із них були згруповані вздовж центральної алеї. Стилістично відносились до неокласицизму, дворкового стилю, ар деко та функціоналізму (будівлі від 1930-х). Використовувались деякі павільйони, споруджені ще у 1894 році для Крайової виставки.
Донині дійшли лише деякі переобладнані будівлі, однак у Державному архіві Львівської області збереглась багата фотодокументація і плани споруд.
Список деяких павільйонів
- Павільйони сільськогосподарської секції у формах «Садибного стилю», пол. Styl dworkowy (1921, архітектор Ян Новорита).[9]
- Павільйон товариства «Eta» (1921, архітектор Вітольд Долинський)[10].
- Центральний павільйон або «Підкова» (1922, архітектори Іван Багенський, Броніслав Віктор, Вітольд Блада, Тадеуш Врубель).[8]
- Павільйон «Nafta» (бл. 1924, архітектор Євген Червінський).
- Павільйон-ротонда «Sarotti» (1925, збережений дотепер, архітектор Тадеуш Врубель).[8]
- Броварня «Okocim» (1926, архітектор Ян Новорита).[11]
- Броварня PKO (1926, архітектор М. Косачевський).[12]
- Павільйон фірми «Baczewski», або «Вежа Бачевського» (1926, архітектор Ервін Вечорек).[9]
- «Lektor Pacyków» (1926, архітектори Альфред Захаревич, Євген Червінський).[9]
- «Hebrewo» (1927, архітектор Ян Новорита).[13]
- «Рудки» (1928, архітектор Вавжинець Дайчак).[8]
- Павільйон виставки архітектурних проектів (архітектор Збігнев Жепецький).[3]
- Павільйон фірми «J. Słoński» у стилі поміркованого функціоналізму (1935, архітектор Петро Тарнавецький).[14]
- Павільйон важкої промисловості — найбільша споруда Східних торгів, збудована у 1936—1937 роках. Архітектор Петро Тарнавецький, фірма Міхала Уляма.[14] Зварні стальні конструкції даху виконала краківська фірма «L. Zieleniewski i Fitzner-Gamper S. A.»[15]. Наприкінці 1950-х років павільйон перебудований, де 1960 року було відкрито перший широкоформатний кінотеатр України — кінотеатр «Львів», що діє й донині[16].
- У 1930—1936 роках на території було споруджено будинок Польського радіо в стилі функціоналізму за проектом Антонія Дигата. Під кінець 1930-х років установу вирішено перенести ближче до центру міста, однак через початок війни плани не реалізовано.[17]
- Павільйон алебастрових виробів «Журавно»[18]
- Павільйон транспорту, споруджений 1922 року.[19] Архітектори Зигмунт Шмукер і А. Бадіян. Втрачений.[20]

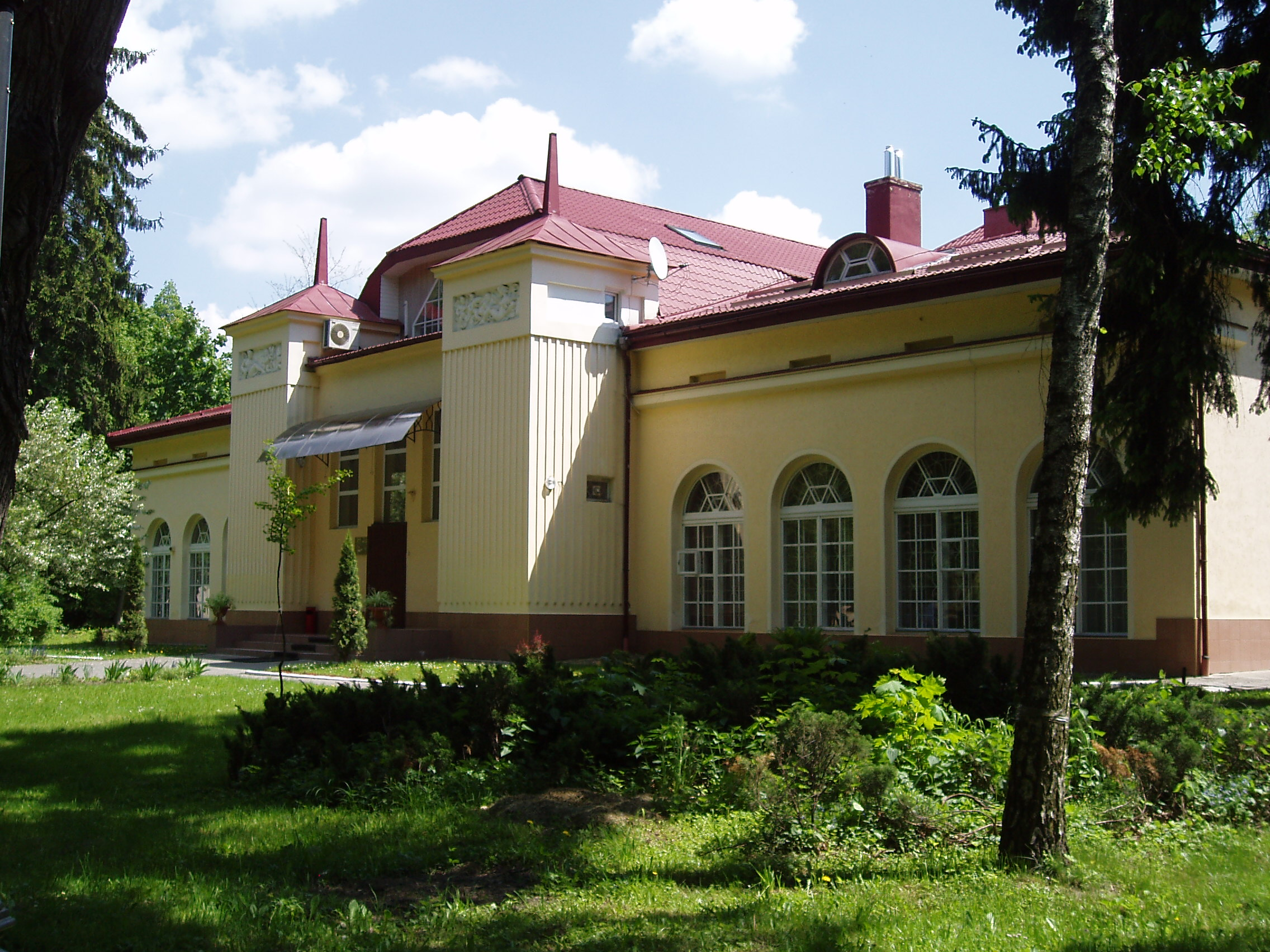
Павільйон Малопольського банку
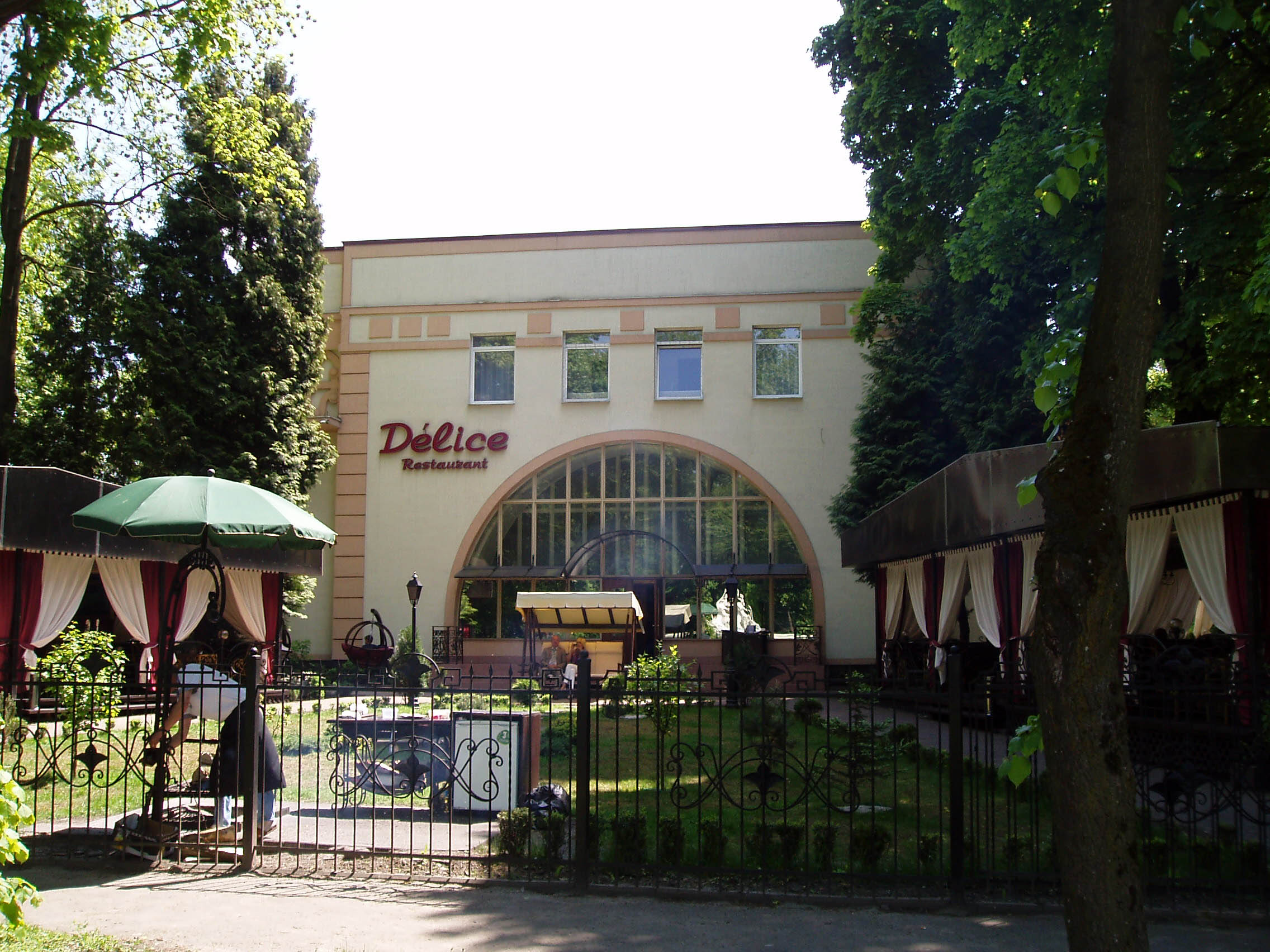
Павільйон «Nafta»
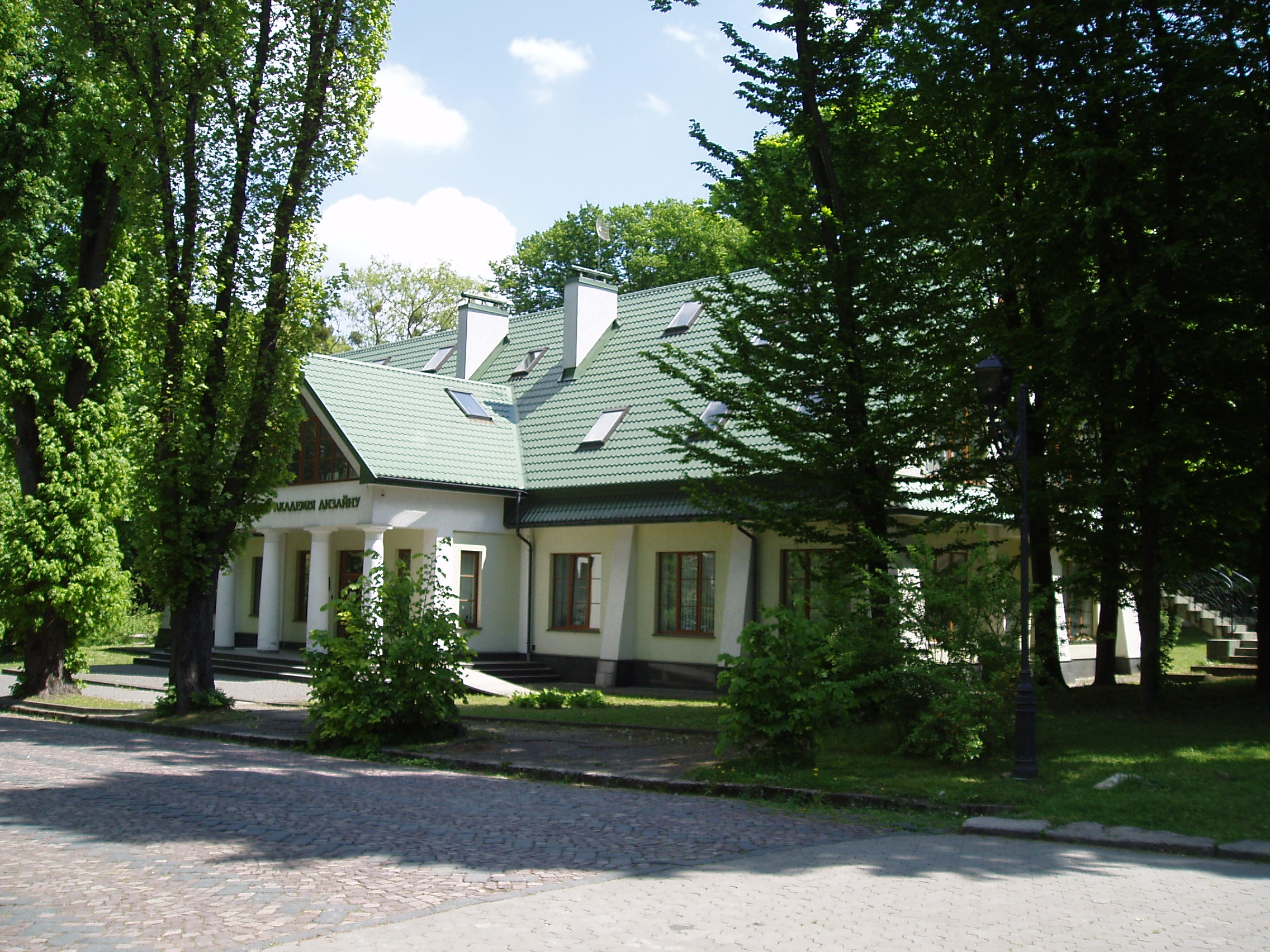
Павільйон сільського господарства й лісництва
Павільйон-ротонда «Sarotti» (1925)
Кіоск «Рудки» (1928).